# Sanji Inoue
Sanji Inoue (jap. 井上三次 Inoue Sanji; ur. 10 marca 1948 r. w Tokio) – japoński kolarz torowy, brązowy medalista mistrzostw świata.

## Kariera
Największym sukcesem w karierze Sanjiego Inoue jest zdobycie wspólnie z Hideo Madarame brązowego medalu w wyścigu tandemów podczas mistrzostw świata w Montevideo w 1968 roku. W zawodach tych Japończyków wyprzedzili jedynie Włosi Walter Gorini i Giordano Turrini oraz Belgowie Daniel Goens i Robert Van Lancker. Był to jedyny medal wywalczony przez Inoue na międzynarodowej imprezie mistrzowskiej. W tym samym roku wystartował na igrzyskach olimpijskich w Meksyku, gdzie odpadł w eliminacjach sprintu indywidualnego, a rywalizację w wyścigu na 1 km zakończył na dziewiętnastej pozycji.